# Synagogue Beth Shalom
La synagogue Beth Shalom, en hébreu : בית כנסת בית שלום, est la synagogue principale, située 5 rue Melidóni à Athènes en Grèce.
Elle est construite en 1935,, en marbre blanc pentélique et son architecture est de style Greek Revival.
Le bâtiment est rénové en 1975,.
La synagogue est dirigée par le rabbin Gabriel Negrin, qui a été élu par le conseil de la communauté juive d'Athènes, après la mort du chef de longue date Jacob Arar, en 2014.
De sa création en 1977 jusqu'en 1984, le musée juif de Grèce était situé dans le même bâtiment que la synagogue.